# Schloss Deining

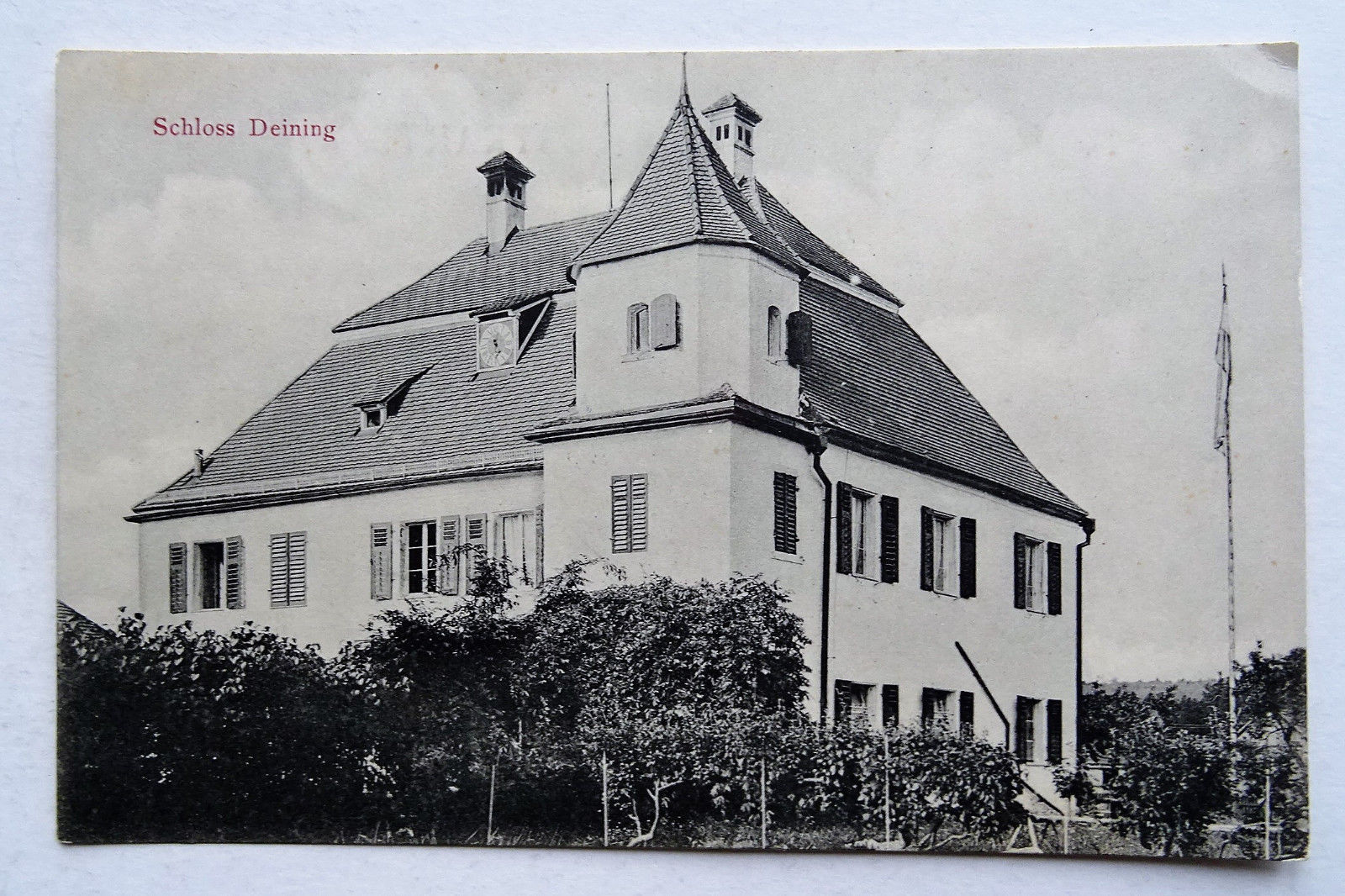
Schloss Deining (1905)

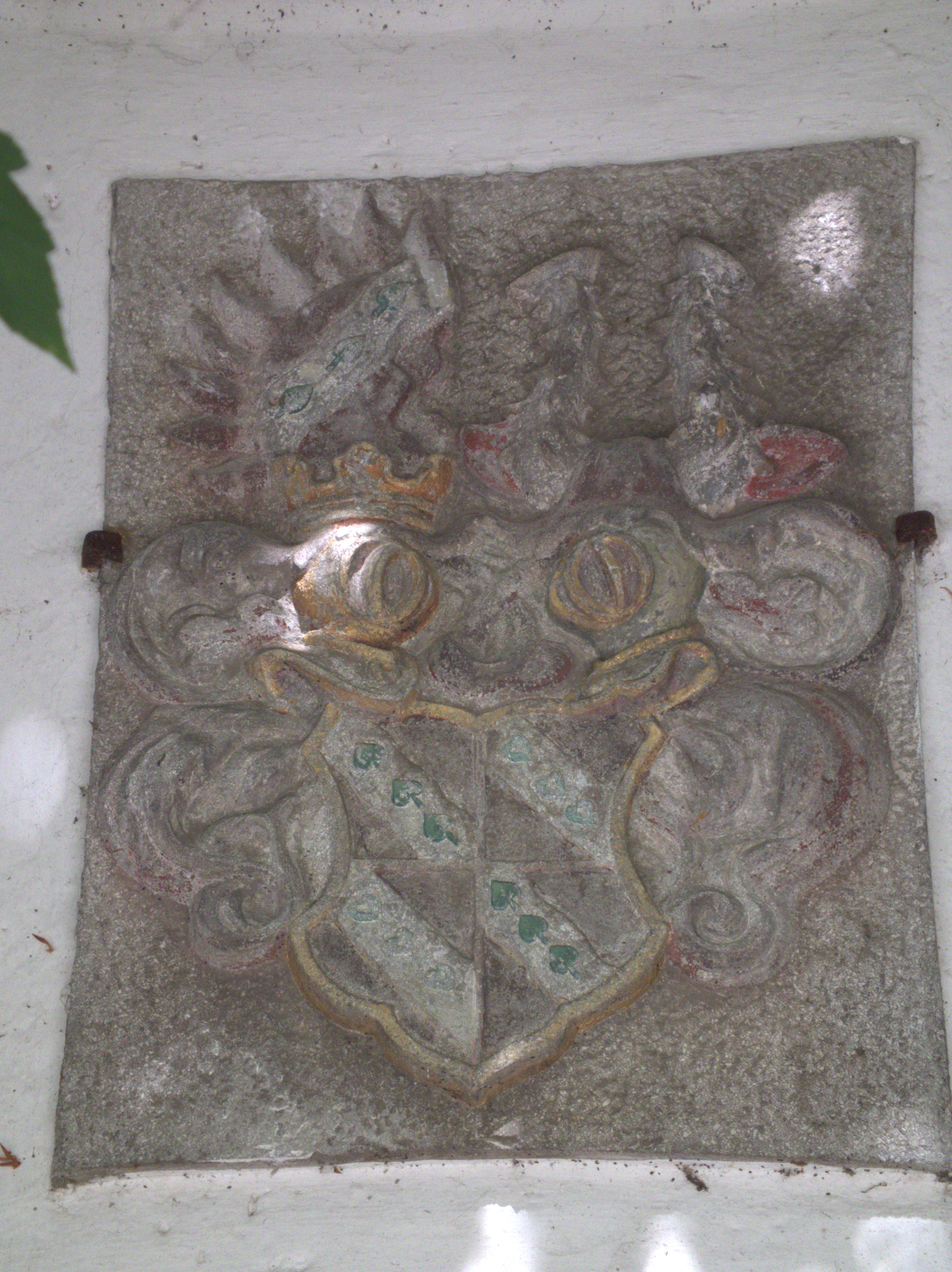
Wappen der Freiherrn von Gumppenberg über der Toreinfahrt von Schloss Deining

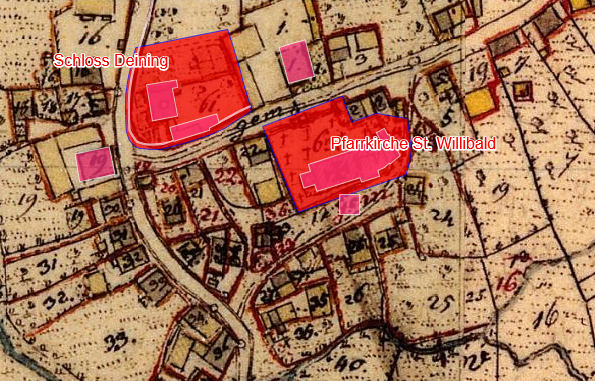
Lageplan von Schloss Deining auf dem Urkataster von Bayern

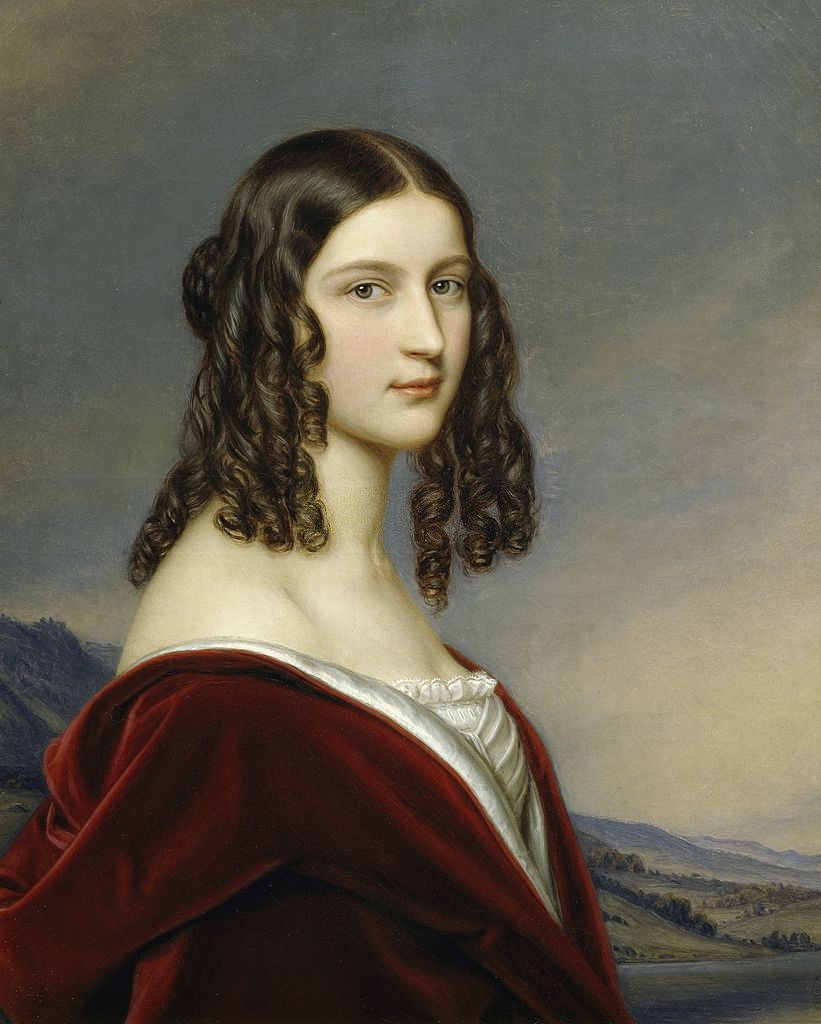
Friederike von Gumppenberg

Das Schloss Deining ist ein Schloss in der oberpfälzischen Gemeinde Deining im Landkreis Neumarkt in der Oberpfalz. Die Anlage ist unter der Aktennummer D-3-73-119-6 als denkmalgeschütztes Baudenkmal von Deining verzeichnet. Ebenso wird sie als Bodendenkmal unter der Aktennummer D-3-6735-0100 als „archäologische Befunde des Mittelalters und der frühen Neuzeit im Bereich des ehem. Schlosses in Deining, darunter die Spuren von Vorgängerbauten bzw. älterer Bauphasen“ geführt.

## Geschichte
Deining gehörte zu dem Reichsgutkomplex Neumarkt und dort bestand seit dem Spätmittelalter der Sitz der „Unteren Hofmark“ des Schultheißenamtes Neumarkt. Nach einer Urkunde vom 16. Juni 1278 stand Gotfried von Heideck die Vogtei über Theingen zu, welche zuvor die Edelfreien von Holnstein innehatten. Als Ministeriale der Heidecker ist nach einer Urkunde vom 6. Juni 1291 ein Dietrich von Teiningen als Zeuge erwähnt. Noch hundert Jahre später (1391) wird hier von einem Lehen der Herren von Heideck gesprochen. Um 1300 sind hier die Rohrenstätter zu finden, denn 1322 verkauft Friedrich von Rohrenstatt eine Mühle zu Deining an das Spital zu Neumarkt. Nach diesem Rohrenstätter findet man Erasmus und Martin Truchseß von Waltersheim als Besitzer von Deining. Im 14. Jahrhundert saßen hier die Schweppermänner. 1345 soll Hartung von Schweppermann der hiesige Besitzer gewesen sein, urkundlich erwähnt werden 1387 Heinrich Schweppermann und am 12. März 1396 sein Bruder Ulrich. Auf dem Heiratsweg gelangte Deining über die Schwester des Heinrich Schweppermann an die Ittelhofer. Ein Konrad Ittelhofer wird 1401 als Zeuge für das Kloster Kastl genannt, Rüdiger Ittelhofer erscheint mehrmals zwischen 1419 und 1426. Dann hatten zwischenzeitlich J. Pertolzhofer (1463), Wolf Sazenhofer und Heinrich Steiner (1468) die Hofmark inne. Dann sind hier wieder die Ittelhofer ansässig, genannt werden Friedrich Ittelhofer (1488–1507) und Hans Ittelhofer (1507–1518), dann folgen Erasmus (1535) und Jakob Ittelhofer (1539) als Erben, schließlich verkauften die Brüder Ulrich, Ludwig und Anton Ittelhofer das Gut an ihren Schwager Eberhart von Roßtal und seiner Frau Cäcilia.
Bedingt durch die Reformationswirren verkaufte Hans von Ittelhofen am 5. Mai 1544 seine Güter zu Deining an Kurfürst Friedrich III. und die letzten Güter wurden von Hans Adam Ittelhofer zu Hain am 30. März 1595 an den Kurfürsten Friedrich IV. veräußert. Um 1600 hat Michael Liedl das Gut erworben, das „vorher in Abgang gekommen ist“; dieser musste, da er nicht adelig war, die Landsassenfreiheit käuflich erwerben. 1620 verkaufte er das Gut an Sigismund Theophilus Richius aus Regensburg. Im Zuge der Rekatholisierung musste dessen Erbin, Anna Cordula Richius, Deining 1652 an Kaspar Geiß(s)ler verkaufen. Allerdings war durch die Ereignisse des Dreißigjährigen Krieges das Schloss abgebrannt. 1692 kaufte Freiherr Johann Heinrich Franz von Löwenthal, Truchsess und Forstmeister zu Neumarkt, das Gut und ließ das Schloss wieder aufbauen. Auf ihn folgte Johann Andreas Felix von Löwenthal (1740) und Felix von Löwenthal (1760). Johann Nepomuk von Löwenthal hatte als letzter aus dieser Familie Deining bis 1828 inne; unter ihm wurde Deining zu einem Patrimonialgericht I. Klasse. Johann Nepomuk von Löwenthal auf Deining ist der Verfasser der 1805 in München erschienenen „Geschichte des Schultheißenamtes und der Stadt Neumarkt“.
1830 wurde August von Haubner Eigentümer. Der nachfolgende Gutsherr Graf von Holnstein bot es dem Staat Bayern zum Kauf an und König Ludwig I. genehmigte den Kauf, verlieh es aber 1844 an Anton Reichsfreiherrn von Gumppenberg, dieser musste aber die Patrimonialgerichtsbarkeit am 2. Juli 1848 an den Staat abgeben.
Ab 1844 gehörte das Schloss der Linie von Gumppenberg–Oberbrennberg. Erwähnenswert ist aus dieser Familie Friederike von Gumppenberg, die bis zu ihrer Vermählung 1857 mit ihrem Vetter Ludwig von Gumppenberg aus Deining Hofdame der Kronprinzessin und späteren Königin Marie von Bayern war. Wegen ihres anziehenden Äußeren ließ König Ludwig I. durch Joseph Karl Stieler von ihr ein Porträt malen, das in die Schönheitengalerie des Königs aufgenommen wurde.
Die Familie Gumppenberg musste 1961 das Schloss wegen großer Schulden verkaufen, seitdem befindet es sich in Privatbesitz.

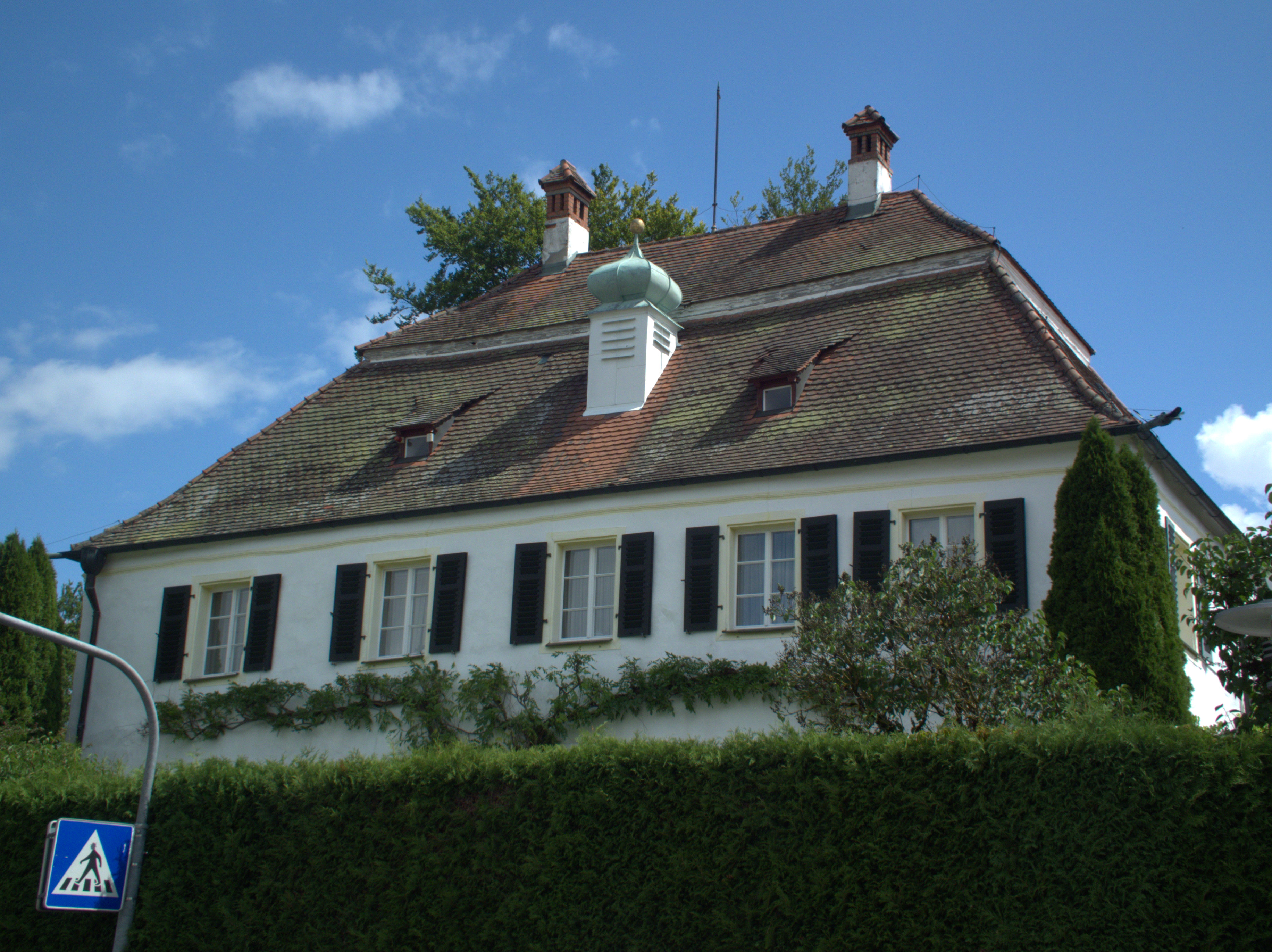
Schloss Deining (2012)

## Baulichkeit
Das heute bestehende Schloss wurde nach 1690 von Freiherrn Johann Heinrich Franz von Löwenthal errichtet, es besitzt noch einen gotischen Kern. 1985 wurde das Schlossgebäude umfassend saniert. Es ist ein zweigeschossiger Mansardwalmdachbau mit einem Türmchen auf der Nordostseite und einem Säulenportal mit einem Sprenggiebel. Zu dem Ensemble zählt auch noch ein Nebengebäude aus dem 17. Jahrhundert, ebenfalls ein Walmdachbau, und die Umfassungsmauer mit einer Toreinfahrt.